# Oksoglutarat dehidrogenaza (sukcinil-transfer)
Oksoglutarat dehidrogenaza (sukcinil-transfer) (EC 1.2.4.2, 2-ketoglutaratna dehidrogenaza, 2-oksoglutaratna dehidrogenaza, 2-oksoglutarat:lipoat oksidoreduktaza, 2-oksoglutarat:lipoamid 2-oksidoreduktaza (dekarboksilacija i akceptor-sukcinilacija), alfa-ketoglutaratna dehidrogenaza, dehidrogenaza alfaketoglutarinska kiselina, alfa-ketoglutarinska dehidrogenaza, alfa-oksoglutaratna dehidrogenaza, AKGDH, OGDC, ketoglutarinska dehidrogenaza, oksoglutaratna dekarboksilaza, oksoglutaratna dehidrogenaza, oksoglutaratna dehidrogenaza (lipoamid)) je enzim sa sistematskim imenom 2-oksoglutarat:(dihidrolipoillizin-ostatak sukciniltransferaza)-lipoillizin 2-oksidoreduktaza (dekarboksilacija, akceptor-sukcinilacija). Ovaj enzim katalizuje sledeću hemijsku reakciju
2-oksoglutarat + [dihidrolipoillizin-ostatak sukciniltransferaza] lipoillizin {\displaystyle \rightleftharpoons } [dihidrolipoillizin-ostatak sukciniltransferaza] S-sukcinildihidrolipoillizin + CO2
Ovaj enzim sadrži tiaminski difosfat. On je komponenta multienzimskog kompleksa 2-oksoglutaratna dehidrogenaza u kome su višestruke kopije vezane za osnovu molekula EC 2.3.1.61, dihidrolipoillizinski-ostatak sukciniltransferaza, koji takođe vezuje višestruke kopije enzima EC 1.8.1.4, dihidrolipoil dehidrogenaze. Ovaj enzim ne deluje na slobodni lipoamid ili lipoillizin, nego samo na lipoilizinski ostatak u EC 2.3.1.61.

## Literatura
- Nicholas C. Price; Lewis Stevens (1999). Fundamentals of Enzymology: The Cell and Molecular Biology of Catalytic Proteins (Third изд.). USA: Oxford University Press. ISBN 019850229X.
- Eric J. Toone (2006). Advances in Enzymology and Related Areas of Molecular Biology, Protein Evolution (Volume 75 изд.). Wiley-Interscience. ISBN 0471205036.
- Branden C; Tooze J. Introduction to Protein Structure. New York, NY: Garland Publishing. ISBN 0-8153-2305-0.
- Irwin H. Segel. Enzyme Kinetics: Behavior and Analysis of Rapid Equilibrium and Steady-State Enzyme Systems (Book 44 изд.). Wiley Classics Library. ISBN 0471303097.
- William P. Jencks (1987). Catalysis in Chemistry and Enzymology. Dover Publications. ISBN 0486654605.

## Spoljašnje veze
- Oxoglutarate+dehydrogenase+(succinyl-transferring) на 